# Libethenita
La libethenita es un mineral de la clase de los minerales fosfatos, y dentro de esta pertenece al llamado "grupo de la olivenita". Fue descubierta en 1823 en la localidad de Ľubietová (Eslovaquia), siendo nombrada por dicha localidad, que en alemán se llama Libethen. Un sinónimo poco usado es el de chinoíta, por haber sido encontrada en la mina El Chino, en Nuevo México.

## Características químicas

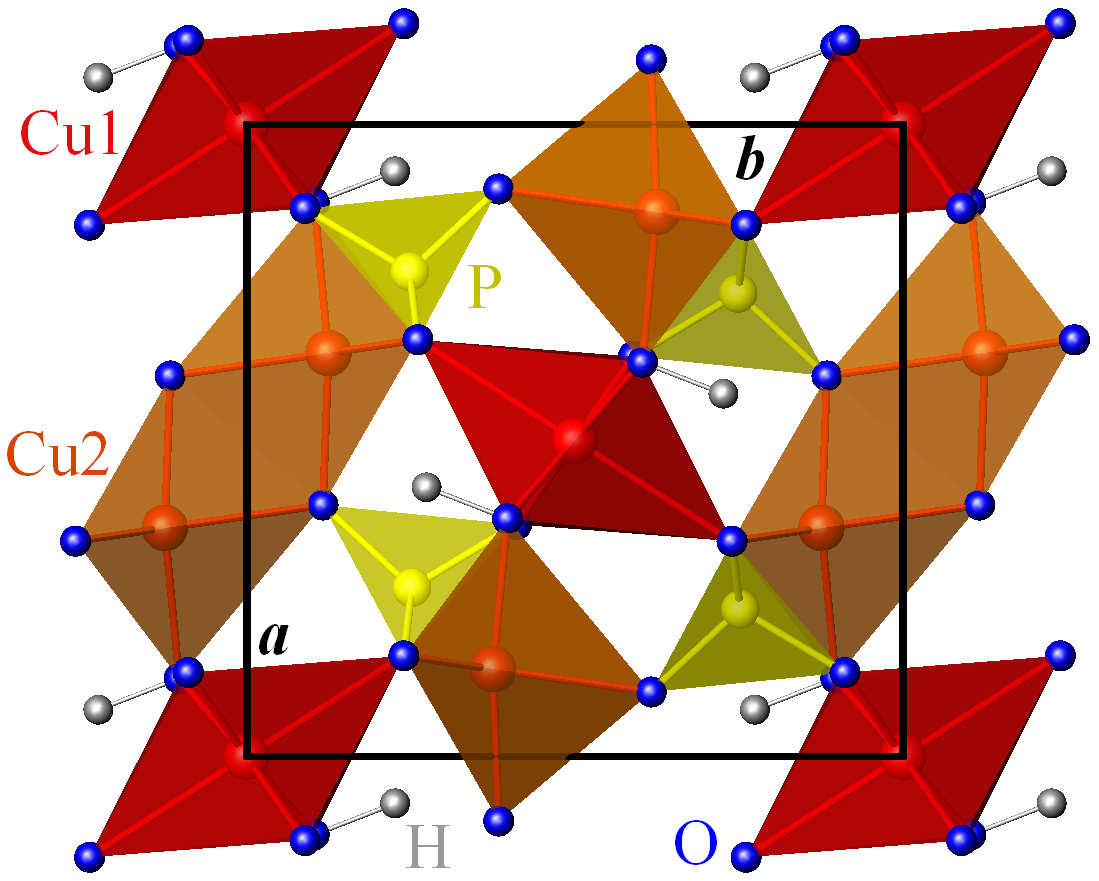
Estructura.

Químicamente es un fosfato hidroxilado de cobre, anhidro. El grupo de la olivenita al que pertenece está formado por todos los fosfatos y arsenatos hidroxilados de un metal simple. Además de los elementos de su fórmula, suele llevar como impurezas arsénico.

## Hábito
Cristales prismáticos cortos o ligeramente alargados, con terminaciones en cuña; también puede tener cristales de simetría redondeada; verticalmente estriados en paralelo a la dirección alargada.
A veces en un ejemplar con lustre vítreo se observa lustre graso en la superficie de fractura.
Es común que tapice cavidades en forma de drusa, o que forme esferulitas radiadas en hábito fibroso.

## Formación y yacimientos
Aparece como fosfato de cobre secundario en la zona de oxidación de yacimientos mineros de otros minerales de cobre. El fosfato se forma a menudo derivado a partir de apatito u otras rocas fosfatadas expuestas a la intemperie, tales como monacita o xenotima.
Se ha descrito un caso raro de probable libethenita primaria a partir de un depósito particular.
Suele encontrarse asociado a otros minerales como: piromorfita, pseudomalaquita, malaquita, limonita, azurita, atacamita, crisocola y óxidos de hierro.